# Farkas Ferenc (táblabíró)
Boldogfai Farkas Ferenc (Boldogfa, Zala vármegye, 1779. május 16. – Boldogfa, Zala vármegye, 1844. április 16.), jogász, Zala vármegye táblabírája, zalaboldogfai, andráshidai, hagyárosi, és felsőbagodi földbirtokos, salomvári közbirtokos.

## Családja és származása

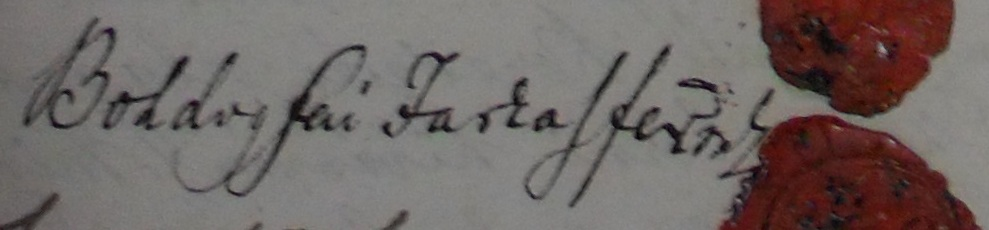
Boldogfai Farkas Ferenc (1779–1844), jogász, Zala vármegye táblabírája, földbirtokos aláírása és címeres viaszpecsétje. Kelt: 1828 március 19-én

A zalamegyei ősrégi római katolikus nemesi boldogfai Farkas család sarja. Édesapja boldogfai Farkas János (1741–1788), Zala vármegye Ítélőszék elnöke a Jozefinizmus alatt, Zala vármegye főjegyzője volt 1773 és 1786 között, táblabíró, édesanyja a zalai nemesi lovászi és szentmargitai Sümeghy családból való lovászi és szentmargitai Sümeghy Judit (1754–1820) volt. Anyai nagyszülei nemes Sümeghy Ferenc (1723–c.†1768), táblabíró, alsó- és felső-Bagodi, söjtöri, alsóapáti, valamint molnári földbirtokos, és pókfafalvi Póka Marianna (1728–1797) voltak. Apai nagyszülei boldogfai Farkas Ferenc (1713–1770) zalai alispán, táblabíró, és a hadenbergi és barkóczi Rosty családból való barkóczi Rosty Anna (1722–1784) voltak. Keresztszülei ákosházi Sárkány Gábor zalai szolgabíró, és boldogfai Farkas Erzsébet (1761–1800) kisasszony, a majdani tubolyszeghi Tuboly Lászlóné voltak. Anyai nagybátyja, lovászi és szentmargitai Sümeghy József (1757-1832) Zala vármegye alispánja, királyi tanácsos, táblabíró, a zalai aulikusok egyik vezetője volt.

## Élete
Bátyja, Boldogfai Farkas János Nepomuk (1774–1847), akit 1833-ban választottak meg Zala vármegye helyettes alispánjává; fivérével ellentétben, Farkas Ferenc nem töltött be fontosabb politikai szerepet a vármegyében, azonban Deák Ferenc politikai eszméi (jobbágyfelszabadítás, közös teherviselés stb.) támogatója volt, és egyben barátai közé is számított. Farkas Ferenc a Veszprémi Piarista Gimnáziumban tette le alaptanulmányait, majd később a győri királyi jogakadémián végezte a jogi tanulmányait 1801-ben. A mindennapi pereskedéseknél vett részt vagy ítélkezett táblabíróként. Fivérétől átengedve a zalaboldogfai jószágot örökölte, amelyen szerényen gazdálkodott tovább; az egyik családi alsóbagodi birtokon és kúriájában, pedig lakott özvegy Farkas Jánosné Sümeghy Judit (1754–1820) úrnővel, és két pártában maradt leányával, boldogfai Farkas Judit (1776–1839) és boldogfai Farkas Erzsébet (1785–1857) földbirtokos kisasszonyokkal együtt. Egyetlenegy leánytestvére házasodott meg: boldogfai Farkas Marianna (1783–1819) úrnő, akinek a férje szladeoviczi Szladovits József (1773–1829), táblabíró, császári és királyi kapitány, kanizsai uradalmi ügyész volt.
Nagybátyja boldogfai Farkas Ferenc (1742–1807), veszprémi kanonok, nemesapáti plébános volt; a főtisztelendő halála után, a végrendelete szerint, Farkas Jánossal közösen örökölte a vagyonának egy részét és az egerszegi házát. Az agglegény Farkas Ferenc ismert volt a gavallér életviteléről és az elkártyázó magatartásáról, amelynek köszönhetően több adósságot teremtett élete során; 1829-ben novakoveczi Tomasits Antal, 1832-ben nemes Sághy Ferenc perelte be emiatt. Farkas Ferencnek az 1841-es nemesi földbirtokok összeírása szerint a boldogfai földbirtokon kívül, Andráshidán, Hagyároson és Felsőbagodon is bírt földet. Nemesapátiban volt egy birtok része, valamint a zalaegerszegi házat ő szerezte meg. Az 1841-es nemesi földbirtokok összeírása szerint továbbá Farkas Ferenc Salomváron közösen birtokolt a testvéreivel egy apjától örökölt jószágot, amelynek az évi jövedelme 1 024 forint volt, valamint szintén közösen birtokolta testvéreivel a felsőbagodi malmot, amelynek 150 forint volt az évi jövedelme.
1806-ban Gyömörey József Zala vármegye második tiszti ügyésze nyugdíjba vonulásakor a karok és rendek az üresedett hivatal betöltésére Fölnagy Gábort, Gombossy Pált és Bessenyey Lajost, valamint boldogfai Farkas Ferencet is ajánlották Somogyi János zalai főispáni helytartónak; Zala vármegye második tiszti ügyészévé azonban nem Farkas Ferencet nevezte ki a főispáni helytartó, hanem galánthai Bessenyey Lajost. Az 1809. nemesi felkelésben vett részt. 1808 és 1814 között Farkas Ferencnek nyoma veszett; valószínűleg francia fogságban lehetett. 1831-ben fivérével Farkas Jánossal együtt, a Zala vármegyei tisztújítással foglalkozó választmány tagja volt. Közeli baráti kapcsolatot ápolt unokatestvérével, csáfordi Csillagh Lajossal (1789–1860) zalai alispánnal, marosi Nagy Pál (1804–1867), táblabíró, mihályfai földbirtokossal és nejével egyházasbüki Simon Annával (1812–1859), valamint a nemesnépi Marton családból való nemesnépi Marton Györggyel (1767–1843), söjtöri és andráshidai földbirtokos, a lövői járás alszolgabírájával, és nejével patai Patay Rózával (1779–1845), a Skublics családdal, és a kehidai Deák családdal is. A pártában maradt leánytestvére boldogfai Farkas Erzsébet (1785–1857) kisasszony unokaöccsével, boldogfai Farkas Imrével együtt, valamint több tucat zalai nemes földbirtokos a Deák Ferenc által vezérelt 1845. március 3-ai zalai önkéntes adózók listájában szerepelt. Ekkoriban az önkéntes adózást illetve a Deák Ferenc fele reformkori eszméit támogató Farkas Ferenc már halott, bátyja Farkas János átengedte Imre fiának a földbirtokait. Élete legnagyobb részét gondtalan agglegényként élte; először 46 évesen házasodott meg, azonban gyermekei csak a 10 évvel későbbi második hazásságából származtak.

## Házasságai és gyermekei
1825. október 14.-én Boldogfán feleségül vette Németh Annát (1794–1831). A házasság rövidnek bizonyult és nem maradt meg gyermek belőle. Mivel igen szeretett volna maga után leszármazottakat hagyni, Farkas Ferenc újra nősült meg. A módos zalai földbirtokos családból származó táblabíró egy jóval szerényebb hátterű feleséget választott magának. A második nejét, a 24 éves perenyei születésű Joó Borbála (Perenye, 1811. november 29.–Zalaboldogfa, 1881. március 16.) kisasszonyt 1835. február 1.-én vette el Boldogfán az öreg 56 éves Farkas Ferenc táblabíró úr. Joó Borbálának a szülei Joó János (1781–1863), jómódú kőszegszerdahelyi szabómester, és Lintner Helena (1794–1817) voltak. Joó Borbála apai nagyszülei Joó János és Bilics Anna voltak, akik Kis-Sén laktak. Az anyai nagyszülei a Perenyén lakó Lintner József (1763-1810) és Ferber Ilona (1769-1829) bába (obstetrix) voltak. Az eljegyzés és a házasság Sákovics János (1778–1843) körmendi plébános és a németgencsi születésű Gergácz György (1803–1871) körmendi káplán közbenjárásával jött létre. A család legendáriuma szerint Joó Borbála a Vas vármegyei kisnemesi kéthelyi Joó családnak a leszármazottja volt, amely 1565. szeptember 11.-én szerzett nemességet Miksa magyar királytól, azonban az eddig feltárt levéltári és anyakönyvi források nem támasztják alá ezt az állítást. Boldogfai Farkas Ferencné Joó Borbálának a féltestvérei: Joó Ferenc (1825–1896), kőszegszerdahelyi földbirtokos, valamint Kováts István földbirtokosné Joó Anna (1837–1917).
Alig 9 év a házasság kötése után Joó Borbála 5 gyermeknek az anyjaként megözvegyült. Özvegy Farkas Ferencné Joó Borbála megtartotta a boldogfai ősi földbirtokot kúriájával együtt és egyedül nevelte fel az öt gyermekét, valamint gyámjukként is képviselte őket jogi ügyekben. Vagyona gyarapítása érdekében a nehéz anyagi körülményekkel küzdő fiatal özvegyasszony régi családi szerződéseket vett elő és a férje közeli rokonait perelte be a régi korszak módján. Özvegy boldogfai Farkas Ferencné Joó Borbála néhai anyósa boldogfai Farkas Jánosné lovászi és szentmargitai Sümeghy Judit és annak az öccse, lovászi és szentmargitai Sümeghy József királyi tanácsos, zalai alispán és 1806. május 12-én osztályos megállapodást kötöttek a söjtöri erdő egyenlő részekre osztásával kapcsolatban. Farkas Ferencné Joó Borbála magának és gyermekeinek arra a megállapodásra hivatkozva egy részét a söjtöri erdőnek követelte, és ezzel pert indított Sümeghy Józsefnek a fia ellen: 1857. június 9-én 4 év pereskedés után megállapodást kötött a lovászi és szentmargitai Sümeghy családdal. Az alperes, lovászi és szentmargitai Sümeghy Ferenc (1819–1869), az elhunyt Farkas Ferenc unokatestvére, ezt a követelést utasította el a saját és a leánytestvérei nevében is; Farkas Ferencné Joó Borbálának nem sikerült semmiféle jogot érvényesíteni a söjtöri erdőn. Farkas Ferenc és Joó Borbála házasságából született:
- boldogfai Farkas Klementina Krisztina (Boldogfa, 1837. április 20. – Nagylengyel, 1883. augusztus 15.). Férje: strausszenbergi Strausz Sándor (Uzsa, 1831. március 16. – Ormándlak, 1922. február 2.), Zala vármegyei bizottsági tag, zalai esküdt, körjegyző, a zalamegyei gazdakör tagja, nagylengyeli birtokos.
- boldogfai Farkas Ferenc (Boldogfa, 1838. szeptember 15. – Zalaegerszeg, 1908. január 20.), Zala vármegye számvevője, pénzügyi számellenőre, földbirtokos. Felesége: nemesnépi Marton Zsófia (Nemesnép, 1842. augusztus 18. – Andráshida, 1900. április 19.).
- boldogfai Farkas Erzsébet Franciska (Boldogfa, 1840. augusztus 8. – Boldogfa, 1872. december 12.). Férje: tótfalusi Tóth Benedek József Bernárd (Rábahídvég, 1825. március 13. –Uraiújfalu, 1883. december 17.) jogász, ügyvéd, 1848-as főhadnagy, a Torna megyei Honvédegylet tagja, földbirtokos.
- boldogfai Farkas László (Boldogfa, 1842. február 3. – Zalabér, 1901. december 19.) vármegyei írnok, földbirtokos. 1.f.: kurtakeszi Baranyay Lujza (Teskánd, 1848. július 18. –Zalaegerszeg, 1898. november 2.). 2.f.: Balog Terézia (Aranyod, 1849. június 8.), nemes Herovics Károly (1838–1898), zalabéri földbirtokos özvegyasszonya.
- boldogfai Farkas Amália Emerencia (Boldogfa, 1843. június 4. –Alsólendva, 1907. február 14.). Férje: nemes Török Sándor (Nagyunyom, 1833. április 29.– Alsólendva, 1914. január 22.), uradalmi gazdatiszt, közbirtokos, földbirtok haszonbérlő.[14][15]

## Származása
| boldogfai Farkas Ferenc (Boldogfa, Zala vármegye, 1779. május 16. – Boldogfa, 1844. április 16.) jogász, táblabíró, földbirtokos | Apja: boldogfai Farkas János (Boldogfa, 1741. november 17. – †Zalaegerszeg, 1788. november 12.) jogász, vármegyei ügyvéd, a Zala vármegyei Ítélőszék elnöke, Zala vármegye főjegyzője, táblabíró, földbirtokos, 1783-ban helyettesítő vármegyei másodalispán | Apai nagyapja: boldogfai Farkas Ferenc (Boldogfa, 1713. szeptember 22. – †Zélpuszta, Zala vm., 1770. február 22.) jogász, Zala vármegye alispánja, táblabíró, földbirtokos | Apai nagyapai dédapja: boldogfai Farkas János (Boldogfa, c. 1675.–†Boldogfa, 1724.) jogász, Zala vm. helyettes főszolgabírája, földbirtokos (Szülei: nemes Farkas Mihály, földbirtokos, törökverő hadnagy, és ságodi Péter Éva)                                                                                      |
| boldogfai Farkas Ferenc (Boldogfa, Zala vármegye, 1779. május 16. – Boldogfa, 1844. április 16.) jogász, táblabíró, földbirtokos | Apja: boldogfai Farkas János (Boldogfa, 1741. november 17. – †Zalaegerszeg, 1788. november 12.) jogász, vármegyei ügyvéd, a Zala vármegyei Ítélőszék elnöke, Zala vármegye főjegyzője, táblabíró, földbirtokos, 1783-ban helyettesítő vármegyei másodalispán | Apai nagyapja: boldogfai Farkas Ferenc (Boldogfa, 1713. szeptember 22. – †Zélpuszta, Zala vm., 1770. február 22.) jogász, Zala vármegye alispánja, táblabíró, földbirtokos | Apai nagyapai dédanyja: sidi Sidy Dorottya (1693– †Boldogfa, 1775. március 1.) (Szülei: sidi Sidy Mihály, egervári vicekapitány, zalavármegyei követ, földbirtokos, főszolgabíró, és szenterzsébeti Terjék Mária, szenterzsébeti Terjék János tiszttartónak és pohroncz-szelepcsényi Maholányi Borbálának a lánya)   |
| boldogfai Farkas Ferenc (Boldogfa, Zala vármegye, 1779. május 16. – Boldogfa, 1844. április 16.) jogász, táblabíró, földbirtokos | Apja: boldogfai Farkas János (Boldogfa, 1741. november 17. – †Zalaegerszeg, 1788. november 12.) jogász, vármegyei ügyvéd, a Zala vármegyei Ítélőszék elnöke, Zala vármegye főjegyzője, táblabíró, földbirtokos, 1783-ban helyettesítő vármegyei másodalispán | Apai nagyanyja: barkóczi Rosty Anna Mária (1722– Zélpuszta, 1784. október 9.)                                                                                              | Apai nagyanyai dédapja: barkóczi Rosty László (fl. 1710-1730) jogász, Vas vm. főszolgabírája, földbirtokos (Szülei: Rosty István, földbirtokos, jószágkormányzója a gróf Batthyány családnak, és jobbágyi Jobbágyi Regina)                                                                                           |
| boldogfai Farkas Ferenc (Boldogfa, Zala vármegye, 1779. május 16. – Boldogfa, 1844. április 16.) jogász, táblabíró, földbirtokos | Apja: boldogfai Farkas János (Boldogfa, 1741. november 17. – †Zalaegerszeg, 1788. november 12.) jogász, vármegyei ügyvéd, a Zala vármegyei Ítélőszék elnöke, Zala vármegye főjegyzője, táblabíró, földbirtokos, 1783-ban helyettesítő vármegyei másodalispán | Apai nagyanyja: barkóczi Rosty Anna Mária (1722– Zélpuszta, 1784. október 9.)                                                                                              | Apai nagyanyai dédanyja: zalalövői Csapody Mária (fl. 1710-1714) (Szülei: zalalövői Csapody István várkapitány, földbirtokos, és osztopáni Perneszy Zsófia, Perneszy István zalalövői várnagynak és nyéki Rauch Zsuzsannának a lánya)                                                                                |
| boldogfai Farkas Ferenc (Boldogfa, Zala vármegye, 1779. május 16. – Boldogfa, 1844. április 16.) jogász, táblabíró, földbirtokos | Anyja: lovászi és szentmargitai Sümeghy Judit (Alsóbagod, 1754. február 28. – Alsóbagod, 1820. február 15.) | Anyai nagyapja: nemes Sümeghy Ferenc (Alsóbagod, 1723. április 14.– †c.1766?) Zala vármegye táblabírája, földbirtokos                                                      | Anyai nagyapai dédapja: nemes Sümeghy Mihály Zala vm. főjegyzője 1716. és 1727. között, földbirtokos, 1717. július 16-án III. Károly magyar királytól címeres nemeslevelet kapott. |
| boldogfai Farkas Ferenc (Boldogfa, Zala vármegye, 1779. május 16. – Boldogfa, 1844. április 16.) jogász, táblabíró, földbirtokos | Anyja: lovászi és szentmargitai Sümeghy Judit (Alsóbagod, 1754. február 28. – Alsóbagod, 1820. február 15.) | Anyai nagyapja: nemes Sümeghy Ferenc (Alsóbagod, 1723. április 14.– †c.1766?) Zala vármegye táblabírája, földbirtokos                                                      | Anyai nagyapai dédanyja: nemes Foky Judit (Bágyog, 1700. november 7. – †?) (Szülei: Foky János Vas vármegye alispánja, keszői várnagy, földbirtokos, és kisbarnaki Farkas Judit, kisbarnaki Farkas Gábor, földbirtokos, és rábahídvégi Horváth Anna lánya)                                                           |
| boldogfai Farkas Ferenc (Boldogfa, Zala vármegye, 1779. május 16. – Boldogfa, 1844. április 16.) jogász, táblabíró, földbirtokos | Anyja: lovászi és szentmargitai Sümeghy Judit (Alsóbagod, 1754. február 28. – Alsóbagod, 1820. február 15.) | Anyai nagyanyja: pókafalvi Póka Marianna (1728– Alsóbagod, 1797. február 14.)                                                                                              | Anyai nagyanyai dédapja: pókafalvi Póka Gábor (fl. 1728-1752) 1741-ben vasi insurgens kapitány, földbirtokos (Szülei: pókafalvi Poka Ádám, vasi szolgabíró, földbirtokos és telekesi és egyházasrádóczi Győrffy Anna)                                                                                                |
| boldogfai Farkas Ferenc (Boldogfa, Zala vármegye, 1779. május 16. – Boldogfa, 1844. április 16.) jogász, táblabíró, földbirtokos | Anyja: lovászi és szentmargitai Sümeghy Judit (Alsóbagod, 1754. február 28. – Alsóbagod, 1820. február 15.) | Anyai nagyanyja: pókafalvi Póka Marianna (1728– Alsóbagod, 1797. február 14.)                                                                                              | Anyai nagyanyai dédanyja: szenttamási Bertalan Klára (Szülei: szenttamási Bertalan Ádám, földbirtokos, és nádasdi Nádasdy Mária, Nádasdy Tamás, földbirtokos és Meszlény Éva lánya; az apai nagyapai dédapja Nádasdy Boldizsár vasi alispán, követ, az apai nagyanyai dédapja Meszlény Benedek, vasi alispán, követ) |